# Zlatník
Zlatník és un poble i municipi d'Eslovàquia. Es troba a la regió de Prešov, al nord del país.

## Història
La primera referència escrita de la vila data del 1478.

## Demografia
| Godina             | 1994 | 2004    | 2014   | 2024    |
| ------------------ | ---- | ------- | ------ | ------- |
| Nombre de persones | 86   | 76      | 79     | 70      |
| Diferència         |      | −11,62% | +3,94% | −11,39% |

| Godina             | 2023 | 2024   |
| ------------------ | ---- | ------ |
| Nombre de persones | 72   | 70     |
| Diferència         |      | −2,77% |